# Matylda Bolesławówna
Matylda Bolesławówna (ur. w latach 1018–1025, zm. po 1036) – królewna polska z dynastii Piastów.
Była najmłodszą córką Bolesława I Chrobrego i zarazem jedynym znanym dzieckiem pochodzącym z jego czwartego małżeństwa z margrabianką miśnieńską, Odą. Imię otrzymała po siostrze matki. Około 18 maja 1035 roku została zaręczona z Ottonem ze Schweinfurtu. Zaręczyny – wobec narastającego kryzysu w Polsce – zostały zerwane w maju 1036 roku na synodzie w Tryburze. Istnieje też inny, mniejszościowy pogląd, że w 1035 roku Matylda nie została narzeczoną, lecz żoną Ottona ze Schweinfurtu.
Dalsze losy Matyldy nie są znane.

## Genealogia
| Mieszko I ur. w okr. 922–945 zm. 25 V 992 | Mieszko I ur. w okr. 922–945 zm. 25 V 992 |                                           |                                           | Dobrawa ur. ok. 930 zm. 977 | Dobrawa ur. ok. 930 zm. 977 |  |  | Ekkehard I ur. ok. 960 zm. 30 IV 1002 | Ekkehard I ur. ok. 960 zm. 30 IV 1002 |                                     |                                     | NN ur. ? zm. ? | NN ur. ? zm. ? |
|                                           |                                           |                                           |                                           |                             |                             |  |  |                                       |                                       |                                     |                                     |                |                |
|                                           |                                           |                                           |                                           |                             |                             |  |  |                                       |                                       |                                     |                                     |                |                |
|                                           |                                           | Bolesław I Chrobry ur. 967 zm. 17 VI 1025 | Bolesław I Chrobry ur. 967 zm. 17 VI 1025 |                             |                             |  |  |                                       |                                       | Oda ur. w okr. 996–1002 zm. po 1018 | Oda ur. w okr. 996–1002 zm. po 1018 |                |                |
|                                           |                                           |                                           |                                           |                             |                             |  |  |                                       |                                       |                                     |                                     |                |                |
|                                           |                                           |                                           |                                           |                             |                             |  |  |                                       |                                       |                                     |                                     |                |                |
|                                           |                                           |                                           |                                           |                             |                             |  |  |                                       |                                       |                                     |                                     |                |                |

|  |  |  |  | Matylda Bolesławówna (ur. w okr. 1018–1025, zm. po 1036) |